# Бёрк, Ричард
Ричард Бёрк (ирл. Richard Edward Burke; 29 марта 1932, Нью-Йорк, Нью-Йорк — 15 марта 2016, Каслнок, Ленстер) — ирландский государственный деятель, Европейский комиссар по вопросам налогообложения, защиты прав потребителей, транспорта и парламентских отношений (1977—1981), Европейский комиссар по межведомственным отношениям и управлению (1982—1985).

## Биография
Провел детство в графстве Типперэри и получил образование в Школе христианских братьев. Продолжил обучение в Университетском колледже Дублина и Кингс-Иннс. Затем работал учителем.
Начало его политической карьеры было связано с Христианско-демократической партией, основанной Шином Лофтусом. Однако вскоре он стал членом Фине Гэл и в 1967 г. избирается в совет графства Дублин.
В 1969 г. он впервые был избран в Палату представителей парламента Ирландии от южного округа Дублина. И он сразу получил назначение в качестве главного организатора парламентской фракции партии.
- 1973—1976 гг. — министр образования Ирландии. В 1976 году он выиграл внутрипартийное голосование за выдвижение в качестве еврокомиссара от Ирландии.
- 1977—1981 гг. — Европейский комиссар по вопросам налогообложения, защиты прав потребителей, транспорта и парламентских отношений.
- 1981—1982 гг. — депутат Палаты представителей от Западного Дублина.
- 1982—1985 гг. — Европейский комиссар по Межведомственным отношениям и управлению.

После завершения политической карьеры до ухода на пенсию в 1998 г. возглавлял европейский Фонд Stichting Canon.